# マリオ・ジョルダーノ (作家)
マリオ・ジョルダーノ（Mario Giordano、1963年5月30日 - ）はドイツの作家。

## 作品
- エクスペリメント（脚本）
- es［エス］（脚本）